# Klasztor Hirsau
Klasztor Hirsau (niem. Kloster Hirsau) – jeden z najważniejszych klasztorów benedyktyńskich w średniowiecznych Niemczech, położony w Hirsau, stanowiącym obecnie część miasta Calw w północnym Schwarzwaldzie, istniejący od IX do XVII w., obecnie w ruinie.

## Pierwszy klasztor
Początki klasztoru sięgają pierwszej połowy IX w. W 830 roku fundację rozpoczął Erlafried, hrabia Calw, idąc za sugestią swego syna Notinga, biskupa Vercelli. Duchowny pragnął umieścić w swych rodzinnych stronach relikwie św. Aureliusza z Armenii. Nieukończony jeszcze kościół został poświęcony w 838 roku – przeniesiono tu ciało św. Aureliusza, a świątynia otrzymała jego wezwanie. Kościół stał się centrum konwentu benedyktyńskiego, do którego pierwsi mnisi przybyli z klasztoru w Fuldzie. Założenie zostało bogato uposażone przez fundatorów, a kolejni opaci dbali o jego rozwój. Działała tu prężnie szkoła klasztorna.
Rozwój klasztoru przerwany został w 988 roku, gdy zaraza spustoszyła okolicę, zabijając także zdecydowaną większość mnichów (60 spośród 72). Wybory nowego opata po tym wydarzeniu doprowadziły do rozłamu zakonników na dwie frakcje, z których jedna zyskała poparcie biskupa Spiry, a druga – hrabiego Calw. Zbrojna interwencja tego ostatniego doprowadziła do splądrowania klasztoru, zniszczenia jego biblioteki i rozproszenia mnichów. Klasztor pozostawał opuszczony przez ponad pół wieku, stopniowo popadając w ruinę.

## Drugi klasztor

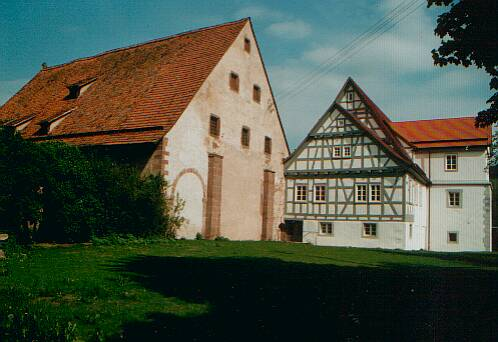
Dawny korpus nawowy kościoła św. Aureliusza (po lewej) oraz muzeum klasztorne (po prawej)

W 1049 roku odnowienia klasztoru zażądał papież Leon IX, który był spokrewniony z hrabiami Calw. W 1059 roku hrabia Eberhard II podjął odbudowę. W 1065 roku przybyli tu pierwsi mnisi z Einsiedeln, a w 1071 poświęcono odnowiony kościół św. Aureliusza. Nadano mu wówczas charakter trójnawowej bazyliki z dwuwieżową fasadą, transeptem i chórem schodkowym.
W 1069 roku przybył tu wezwany przez fundatora z opactwa w Ratyzbonie Wilhelm (nazwany później Wilhelmem z Hirsau), który został nowym opatem. Zadbał o zakończenie prac restauracyjnych w obiektach klasztornych, a także położył podwaliny pod wielki rozkwit konwentu – religijny, kulturalny i gospodarczy. Zwolennik reformy kluniackiej, zaprowadził w opactwie zasady panujące w Cluny, gdzie wysyłał kilkakrotnie swoich uczniów – Hirsau, gdzie wprowadzono zasady jeszcze ostrzejsze (spisane przez Wilhelma w Constitutiones Hirsaugienses), stało się głównym ośrodkiem tej reformy w Rzeszy, zwanej tutaj reformą hirsaugijską. Klasztor w Hirsau nie stał się jednak częścią kongregacji kluniackiej, a został bezpośrednio podporządkowany papiestwu. Sukces reformy (objęła ponad 100 klasztorów w Niemczech, Czechach i Polsce) doprowadził do założenia tzw. kongregacji hirsaugijskiej – szeregu klasztorów podporządkowanych opatowi Hirsau (choć nie był to tak scentralizowany związek jak w przypadku kongregacji kluniackiej). Opat Wilhelm był też ważnym stronnikiem papieża w sporze o inwestyturę – jego uczniowie obejmowali kierownictwo w wielu podporządkowanych klasztorach, niekiedy też działali jako agenci antycesarscy. Opat Wilhelm miał też wprowadzać wzorce zakonne w życiu świeckim – poprzez narzucanie osadom sposobu życia wzorowanego częściowo na monastycznym.
W ostatnich latach rządów opata Wilhelma (1082–1091) powstał (na drugim brzegu rzeki Nagold) nowy, potężny kościół klasztorny, pod wezwaniem św. Piotra i Pawła, wraz z nowymi budynkami klasztornymi. Był on wzorowany na drugim kościele z Cluny i stanowił inspirację do budowy w Niemczech licznych, wzorowanych na nim świątyń (stąd rozpowszechniona w XIX w. teoria stylu hirsaugijskiego w architekturze romańskiej Niemiec) – rozpowszechnianie się wzorca architektonicznego szło w parze z rozprzestrzenianiem się reformy hirsaugijskiej. Wzór ten charakteryzował się wyjątkową prostotą – plan trójnawowej bazyliki z transeptem zakończonym apsydami po obu końcach, chóry boczne będące przedłużeniem naw bocznych po bokach prezbiterium, prosty strop (bez sklepień – z wyjątkiem wypiętrzonego sklepienia w pierwszym przęśle korpusu nawowego), brak artykulacji ścian, brak krypty. W latach 1095–1120 przebudowano część zachodnią tego kościoła, tworząc narteks z dwoma wieżami. Styl ten oddawał poprzez swą prostotę surowość związaną z reformą klasztorną, a także poprzez nawiązanie do pierwszych wzorców bazylik chrześcijańskich miał stanowić wyraz lojalności wobec papieża w sporze o inwestyturę.

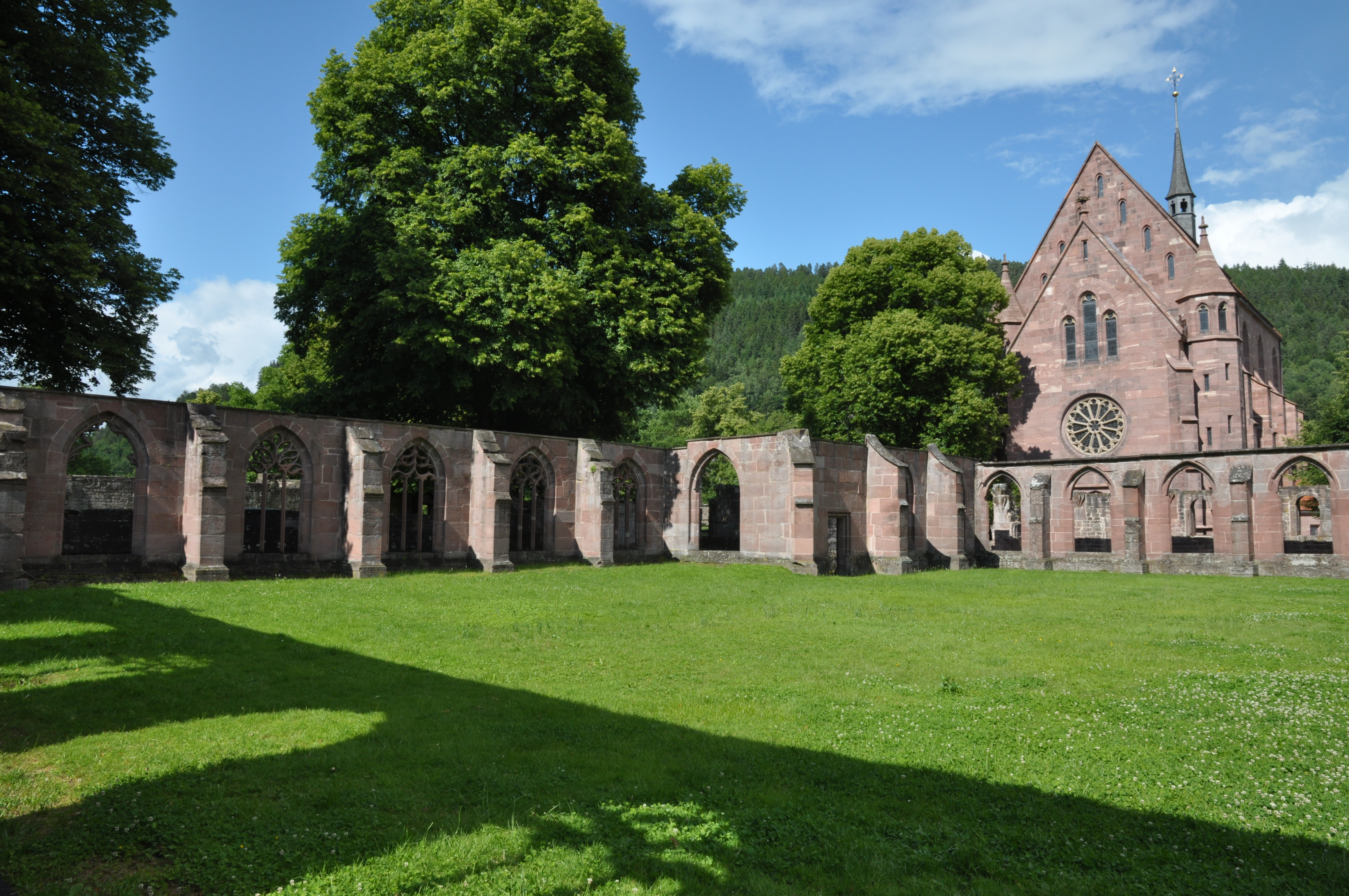
Resztki gotyckiego krużganka, w tle kaplica mariacka

Hirsau utrzymywało swoje znaczenie przez cały XII w. Prężnie działało klasztorne skryptorium, produkujące liczne manuskrypty. Opactwo nie było jednak w stanie utrzymać swojej samodzielności politycznej: już w 1215 r. musiało oddać część swoich posiadłości królowi Niemiec Fryderykowi II, a w 1225 r. uległo jego władzy. Z czasem stało się klasztorem o zaledwie prowincjonalnym znaczeniu. W XV wieku dokonano jeszcze jednej reformy zgromadzenia i zdołano spłacić długi. W połowie tego stulecia dokonano przebudowy zabudowań klasztornych obejmującej m.in. wzniesienie nowego dormitorium i wirydarza w stylu gotyckim, a na początku XVI w. wzniesiono dwukondygnacyjną kaplicę mariacką (na parterze znajdowała się kaplica szpitalna, na piętrze – część klasztornej biblioteki). Jednak w okresie reformacji opactwo ostatecznie upadło. Ziemie, na których było położone, należały do książąt Wirtembergii, którzy przyjęli luteranizm. W 1535 r. książę wirtemberski Ulryk, który wprowadził w swym księstwie reformację, przejął klasztor, usuwając zeń benedyktynów.

## Losy zabudowań po likwidacji opactwa

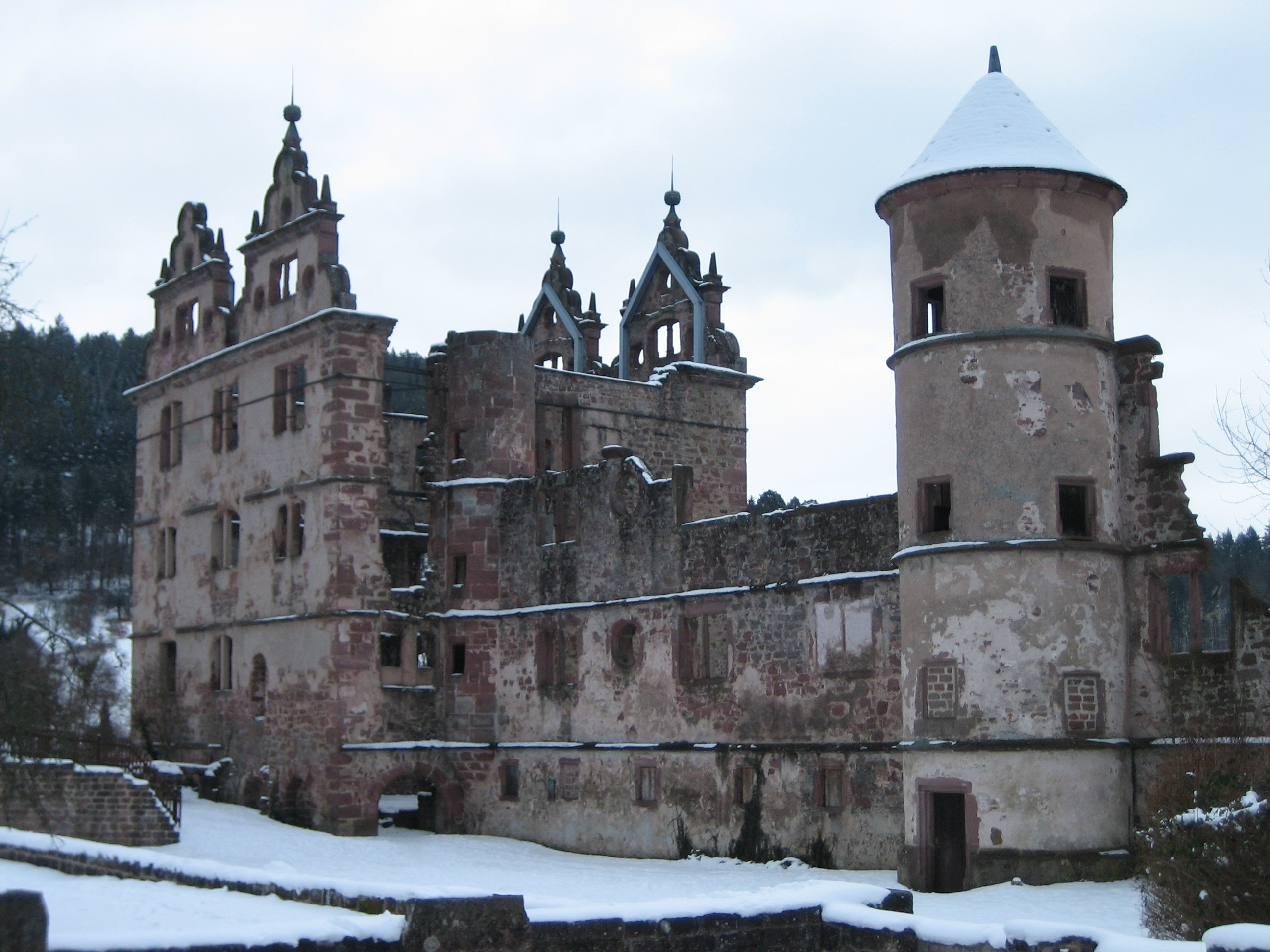
Ruiny zamku myśliwskiego książąt wirtemberskich

W dawnym klasztorze z czasem umieszczono protestancką szkołę. W końcu XVI w. książę wirtemberski Ludwik III rozkazał wznieść tutaj zamek myśliwski. Imponujący gmach wzniesiono w stylu renesansowym na miejscu dawnego domu opata. Jeszcze w okresie wojny trzydziestoletniej w 1629 roku edykt restytucyjny umożliwił benedyktynom powrót do Hirsau, jednak po pokoju westfalskim w 1648 roku klasztor przeszedł ostatecznie w ręce luterańskie.
W 1692 roku budynki dawnego klasztoru zostały spalone przez żołnierzy francuskich i odtąd pozostawały w ruinie. Do obecnych czasów z kościoła św. Piotra i Pawła ocalała jedynie północna z wież wznoszących się do zachodu, pochodząca z rozbudowy na początku XII w. (zwana Wieżą Sowią), a z dawnego kościoła św. Aureliusza zachował się korpus nawowy; zniszczone zabudowania klasztorne przy kościele św. Piotra i Pawła stopniowo rozbierano w celu uzyskania budulca, zachowała się natomiast kaplica mariacka, a nieco mniej zniszczone jedno ze skrzydeł zamku myśliwskiego zostało zamienione w połowie XVIII w. na spichlerz.
Kaplica mariacka w końcu XIX w. została przebudowana w stylu neogotyckim i służy jako protestancki kościół parafialny. Dawny korpus nawowy kościoła św. Aureliusza po II wojnie światowej został odnowiony i od 1954 roku funkcjonuje jako kościół katolicki (znajduje się w nim cenna rzeźba Matki Boskiej z Dzieciątkiem na tronie, pochodząca z początku XV w.). W 1991 roku w dawnym budynku klasztornym obok kościoła św. Aureliusza (wielokrotnie przebudowywanym, służącym niegdyś jako dom leśniczego) uruchomiono muzeum, gromadzące zabytki z historii klasztoru.